# Drautalbahn
| 1116 105 der ÖBB auf der Drautalbahn | |                                                                          |                                                          |
| | |                                                                          |                                                          |
| Streckennummer (ÖBB): | 423 01 Staatsgrenze nächst Bleiburg–Bleiburg 410 01 Bleiburg–Mittlern West 413 01 Klagenfurt Hbf–Villach Hbf 222 01 Villach Hbf – Abzw Pusarnitz-Süd 407 01 Abzw Pusarnitz-Süd–Grenze nächst Sillian |                                                                          |                                                          |
| Streckennummer: | 34 Maribor Staatsgrenze nächst Holmec |                                                                          |                                                          |
| Kursbuchstrecke (ÖBB): | 620 Bleiburg–Klagenfurt 220 Salzburg Hbf–Klagenfurt Hbf 223 Spittal-Millstättersee–Innichen |                                                                          |                                                          |
| Streckenlänge: | 311 km |                                                                          |                                                          |
| Spurweite: | 1435 mm (Normalspur) |                                                                          |                                                          |
| Stromsystem: | 15 kV, 16,7 Hz ~ |                                                                          |                                                          |
| Maximale Neigung: | 27,3 ‰ |                                                                          |                                                          |
| Minimaler Radius: | 266 m |                                                                          |                                                          |
| Streckengeschwindigkeit: | 140 km/h |                                                                          |                                                          |
| Zweigleisigkeit: | Abzw Althofen-Abzw Pusarnitz Süd |                                                                          |                                                          |
| | |                                                                          |                                                          |
| \| \| \| von Spielfeld-Straß \| \| \| \| 0,000 \| Maribor 1943 als Marburg (Drau) Hbf \| Maribor 1943 als Marburg (Drau) Hbf \| \| \| \| Drau \| \| \| \| \| nach Trieste Centrale \| \| \| \| 0,900 \| Maribor Tabor 1943 nicht aufgelistet \| Maribor Tabor 1943 nicht aufgelistet \| \| \| 1,900 \| Maribor Studenci 1943 nicht aufgelistet \| Maribor Studenci 1943 nicht aufgelistet \| \| \| 2,600 \| Maribor Sokolska 1943 als Marburg (Drau) Kärntnerbf \| Maribor Sokolska 1943 als Marburg (Drau) Kärntnerbf \| \| \| 4,800 \| Marles 1943 nicht aufgelistet \| Marles 1943 nicht aufgelistet \| \| \| 5,900 \| Limbuš 1943 als Marburg-Lembach \| Limbuš 1943 als Marburg-Lembach \| \| \| 8,100 \| Bistrica ob Dravi 1943 als Feistritz (b Marburg) \| Bistrica ob Dravi 1943 als Feistritz (b Marburg) \| \| \| 11,400 \| Ruše tovarna \| Ruše tovarna \| \| \| 12,400 \| Ruše 1943 als Rast \| Ruše 1943 als Rast \| \| \| \| Anschlussbahn \| \| \| \| \| Tunnel Fala (229 m)[1] \| \| \| \| 18,300 \| Fala 1943 als Fall \| Fala 1943 als Fall \| \| \| 24,800 \| Ruta 1943 als Lorenzen am Bachern \| Ruta 1943 als Lorenzen am Bachern \| \| \| 27,400 \| Ožbalt 1943 als Kappel (Steierm) \| Ožbalt 1943 als Kappel (Steierm) \| \| \| 34,500 \| Podvelka 1943 als Rottenberg-Fresen \| Podvelka 1943 als Rottenberg-Fresen \| \| \| 39,600 \| Vuhred elektrarna 1943 als Johannesberg \| Vuhred elektrarna 1943 als Johannesberg \| \| \| 43,700 \| Vuhred 1943 als Wuchern-Mahrenberg \| Vuhred 1943 als Wuchern-Mahrenberg \| \| \| \| Viadukt Wucherbach \| \| \| \| 47,700 \| Sveti Vid 1943 nicht aufgelistet \| Sveti Vid 1943 nicht aufgelistet \| \| \| 51,700 \| Vuzenica 1943 als Saldenhofen \| Vuzenica 1943 als Saldenhofen \| \| \| 54,100 \| Trbonjsko jezero 1943 nicht aufgelistet \| Trbonjsko jezero 1943 nicht aufgelistet \| \| \| 56,100 \| Trbonje 1943 als Trofin \| Trbonje 1943 als Trofin \| \| \| 59,600 \| Sveti Danijel 1943 nicht aufgelistet \| Sveti Danijel 1943 nicht aufgelistet \| \| \| \| Viadukt Rekabach \| \| \| \| 63,200 \| Dravograd 1943 als Unterdrauburg \| Dravograd 1943 als Unterdrauburg \| \| \| \| von Zeltweg (Lavanttalbahn) \| \| \| \| \| nach Celje (Lavanttalbahn) \| \| \| \| 64,900 \| Podklanc 1943 nicht aufgelistet \| Podklanc 1943 nicht aufgelistet \| \| \| \| Koroška cesta \| \| \| \| \| Meža (2×) \| \| \| \| \| Koroška cesta \| \| \| \| 69,200 \| Dobrije 1943 nicht aufgelistet \| Dobrije 1943 nicht aufgelistet \| \| \| 74,300 \| Prevalje 1943 als Prävali \| Prevalje 1943 als Prävali \| \| \| \| Tunnel Dolga Brda (109 m)[1] \| \| \| \| \| Tunnel Holmec (338 m)[2] \| \| \| \| 82,000 \| Holmec 1943 als Homberg (Kärnten) \| Holmec 1943 als Homberg (Kärnten) \| \| \| 82,152 \| Staatsgrenze Slowenien/Österreich \| Staatsgrenze Slowenien/Österreich \| \| \| \| Jauntalbahn (von Zeltweg) \| \| \| \| 86,334 \| Bleiburg \| 486 m ü. A. \| \| \| \| Bleiburger Straße \| \| \| \| 89,261 \| St. Michael ob Bleiburg 1943 nicht aufgelistet \| 479 m ü. A. \| \| \| 90,400 \| Anschlussbahn Mahle Filtersysteme Austria \| Anschlussbahn Mahle Filtersysteme Austria \| \| \| \| Koralmbahn von Graz Hbf \| \| \| \| 90,900 \| Neutrassierung 2020 \| Neutrassierung 2020 \| \| \| 92,6 \| Mittlern (seit 7. September 2020) \| Mittlern (seit 7. September 2020) \| \| \| \| Mittlern (bis 23. August 2020) \| \| \| \| 96,300 \| Provisorischer Abzweig \| Provisorischer Abzweig \| \| \| \| Seeberg Straße \| \| \| \| \| Grüntunnel Kühnsdorf (495 m) \| \| \| \| \| \| \| \| \| 100,027 \| Völkermarkt-Kühnsdorf (bis 3. April 2023 PV) Übergang zur Vellachtalbahn \| 441 m ü. A. \| \| \| \| \| \| \| \| \| Kühnsdorf Klopeiner See (seit 10. Dezember 2023) \| \| \| \| \| Grüntunnel Peratschitzen (230 m) \| \| \| \| \| \| \| \| \| \| Tunnel Srejach (620 m) \| \| \| \| \| Tunnel Untersammelsdorf (664 m) \| \| \| \| \| Beginn Neutrassierung \| \| \| \| \| \| \| \| \| \| Ende Neutrassierung \| \| \| \| \| Tunnel Stein (2100 m) \| \| \| \| 107,223 \| Tainach-Stein (bis 3. April 2023 PV) \| 393 m ü. A. \| \| \| \| \| \| \| \| \| Neue Draubrücke bei Stein (600 m) \| \| \| \| \| Tunnel Lind (490 m) \| \| \| \| 110,700 \| Provisorischer Abzweig \| Provisorischer Abzweig \| \| \| \| Grüntunnel Grafenstein (633 m) \| \| \| \| 114,657 \| Grafenstein \| 418 m ü. A. \| \| \| \| Gurk \| \| \| \| \| Südring \| \| \| \| 124,322 \| Klagenfurt Ebenthal \| 441 m ü. A. \| \| \| 124,092 \| Klagenfurt Fbf \| Klagenfurt Fbf \| \| \| \| Rosentalbahn (von St. Veit a. d. Glan) \| \| \| \| 125,881 \| Klagenfurt Hbf \| 440 m ü. A. \| \| \| \| Rosentalbahn (nach Jesenice) \| \| \| \| 128,394 \| Klagenfurt Lend \| 447 m ü. A. \| \| \| \| Villacher Straße \| \| \| \| 129,693 \| Klagenfurt West (seit 14. Dezember 2014) \| Klagenfurt West (seit 14. Dezember 2014) \| \| \| 130,788 \| Klagenfurt See (aufgelassen 21. Mai 1952) \| Klagenfurt See (aufgelassen 21. Mai 1952) \| \| \| 133,257 \| Krumpendorf \| 445 m ü. A. \| \| \| 137,630 \| Pritschitz \| 448 m ü. A. \| \| \| 139,727 \| Pörtschach am Wörthersee \| 448 m ü. A. \| \| \| \| Hauptstraße \| \| \| \| 141,302 \| Leonstein (aufgelassen 1. Oktober 1967) \| Leonstein (aufgelassen 1. Oktober 1967) \| \| \| 142,549 \| Töschling \| 445 m ü. A. \| \| \| \| Saag \| \| \| \| \| Auffahrt Süd Autobahn \| \| \| \| 147,883 \| Velden am Wörthersee \| 469 m ü. A. \| \| \| \| Süd Autobahn Zubringer Velden West \| \| \| \| 151,676 \| Lind-Rosegg \| 500 m ü. A. \| \| \| \| Villacher Straße \| \| \| \| 152,040 \| Anschlussbahn (Awanst) Bildstein \| Anschlussbahn (Awanst) Bildstein \| \| \| 155,036 \| Föderlach \| 505 m ü. A. \| \| \| \| Drauschleife (2×) \| \| \| \| \| Süd Autobahn \| \| \| \| \| Seebach \| \| \| \| 162,207 \| Villach Seebach \| 492 m ü. A. \| \| \| \| Rudolfsbahn (von St. Veit a. d. Glan) \| \| \| \| 163,450 \| Villach Hbf-Ostbf Güterverladebahnhof \| Villach Hbf-Ostbf Güterverladebahnhof \| \| \| 164,264 \| Villach Hbf \| 498 m ü. A. \| \| \| \| Rudolfsbahn (nach Tarvisio Boscoverde) \| \| \| \| \| Tauernschleife Strecke 415 01 (von Villach Westbf) \| \| \| \| 166,483 \| Abzw Gummern 2 \| Abzw Gummern 2 \| \| \| 171,384 \| Anschlussbahn (Awanst) Omya \| Anschlussbahn (Awanst) Omya \| \| \| 172,799 \| Gummern (aufgelassen am 13. Dezember 2014)[3] \| Gummern (aufgelassen am 13. Dezember 2014)[3] \| \| \| 174,013 \| Puch \| 505 m ü. A. \| \| \| 177,688 \| Weißenstein-Kellerberg \| 506 m ü. A. \| \| \| 178,744 \| Anschlussbahn (Awanst) EVONIK \| Anschlussbahn (Awanst) EVONIK \| \| \| \| Paternion-Feistritz Haltestelle (seit 14. Dezember 2014) \| \| \| \| 183,163 \| Paternion-Feistritz \| 513 m ü. A. \| \| \| 185,684 \| Markt Paternion \| 525 m ü. A. \| \| \| 187,000 \| Ferndorf \| 527 m ü. A. \| \| \| 188,062 \| Anschlussbahn (Awanst) Knauf Insulation \| Anschlussbahn (Awanst) Knauf Insulation \| \| \| 191,710 \| Rothenthurn \| 520 m ü. A. \| \| \| 192,324 \| Anschlussbahn (Awanst) Danicek \| Anschlussbahn (Awanst) Danicek \| \| \| \| Lieser \| \| \| \| 200,135 \| Spittal-Millstättersee \| 544 m ü. A. \| \| \| 206,504 \| Pusarnitz-Süd (Abzw. Strecke 407 01) \| Pusarnitz-Süd (Abzw. Strecke 407 01) \| \| \| \| Tauernbahn (nach Schwarzach-St. Veit) \| \| \| \| 206,652 \| Lendorf \| 548 m ü. A. \| \| \| \| Drautal Straßenbrücke und Bahnbrücke über die Möll \| \| \| \| 210,639 \| Möllbrücke-Sachsenburg \| 558 m ü. A. \| \| \| 213,057 \| Markt Sachsenburg \| 562 m ü. A. \| \| \| 213,148 \| Anschlussbahn (Awanst) Hasslacher \| Anschlussbahn (Awanst) Hasslacher \| \| \| 219,574 \| Kleblach-Lind \| 572 m ü. A. \| \| \| 226,460 \| Steinfeld im Drautal \| 582 m ü. A. \| \| \| 232,075 \| Greifenburg-Weißensee \| 590 m ü. A. \| \| \| 237,365 \| Berg im Drautal \| 594 m ü. A. \| \| \| 241,780 \| Dellach im Drautal \| 608 m ü. A. \| \| \| 246,640 \| Irschen \| 609 m ü. A. \| \| \| \| Drau \| \| \| \| 249,856 \| Oberdrauburg \| 621 m ü. A. \| \| \| \| Plöckenpass Straße Gailbergstraße \| \| \| \| \| Drau \| \| \| \| \| Landesgrenze Kärnten/Tirol \| \| \| \| 257,013 \| Nikolsdorf \| 637 m ü. A. \| \| \| 263,235 \| Dölsach \| 653 m ü. A. \| \| \| 265,280 \| Awanst Verbund \| Awanst Verbund \| \| \| 265,354 \| Awanst Rossbacher \| Awanst Rossbacher \| \| \| 266,170 \| Awanst Liebherr \| Awanst Liebherr \| \| \| 266,222 \| Awanst Landwirt \| Awanst Landwirt \| \| \| 266,680 \| Lienz Peggetz (seit Dezember 2011) \| Lienz Peggetz (seit Dezember 2011) \| \| \| \| Awanst Raiffeisen Mischfutterwerk \| \| \| \| \| Isel \| \| \| \| 268,381 \| Lienz \| 674 m ü. A. \| \| \| \| Drautal Straße Pustertalerstraße (2×) \| \| \| \| 278,334 \| Thal \| 812 m ü. A. \| \| \| 280,253 \| Awanst Theurl Leimholz \| Awanst Theurl Leimholz \| \| \| 284,497 \| Mittewald an der Drau Ladestelle \| 882 m ü. A. \| \| \| \| Drautal Straße Pustertalerstraße \| \| \| \| 289,900 \| Abfaltersbach (seit 13. Dezember 2020) \| 1000 m ü. A. \| \| \| 291,504 \| Abfaltersbach-West (bis 13. Dezember 2020 PV) \| 1036 m ü. A. \| \| \| \| Drau \| \| \| \| \| Zufluss Tassenbach See \| \| \| \| 295,406 \| Tassenbach \| 1070 m ü. A. \| \| \| 295,656 \| Awanst Nordpan \| Awanst Nordpan \| \| \| \| \| \| \| \| 297,025 \| Heinfels (seit 1. Februar 2020)[4][5] \| 1078 m ü. A. \| \| \| \| \| \| \| \| 298,627 \| Sillian \| 1089 m ü. A. \| \| \| 301,400 \| Weitlanbrunn \| 1111 m ü. A. \| \| \| 302,246 \| Awanst Holzhof Arnbach \| Awanst Holzhof Arnbach \| \| \| 302,95272,568 \| Staatsgrenze Österreich / Italien \| Staatsgrenze Österreich / Italien \| \| \| 71,668 \| Winnebach/Prato Drava †1989 \| 1125 m s.l.m. \| \| \| 70,632 \| Vierschach †1961 \| Vierschach †1961 \| \| \| \| Pustertaler Staatsstraße Via Bolzano \| \| \| \| \| Drau \| \| \| \| \| \| \| \| \| 69,115 \| Vierschach-Helm/Versciaco-Elmo *2014 \| 1137 m s.l.m. \| \| \| \| \| \| \| \| 68,819 \| Vierschach †1989 \| 1138 m s.l.m. \| \| \| 64,509 \| Innichen/San Candido Bahnstromwechsel \| 1176 m s.l.m. \| \| \| \| Pustertalbahn nach Franzensfeste \| \| \| \| \| \| \| \| Quellen: [6][7] \| \| \| \| | |                                                                          |                                                          |
| Strecke | | von Spielfeld-Straß                                                      | von Spielfeld-Straß                                      |
| Bahnhof | 0,000 | Maribor 1943 als Marburg (Drau) Hbf                                      | Maribor 1943 als Marburg (Drau) Hbf                      |
| Brücke über Wasserlauf | | Drau                                                                     | Drau                                                     |
| Abzweig geradeaus, nach links und von links | | nach Trieste Centrale                                                    | nach Trieste Centrale                                    |
| Bahnhof | 0,900 | Maribor Tabor 1943 nicht aufgelistet                                     | Maribor Tabor 1943 nicht aufgelistet                     |
| Bahnhof | 1,900 | Maribor Studenci 1943 nicht aufgelistet                                  | Maribor Studenci 1943 nicht aufgelistet                  |
| Bahnhof | 2,600 | Maribor Sokolska 1943 als Marburg (Drau) Kärntnerbf                      | Maribor Sokolska 1943 als Marburg (Drau) Kärntnerbf      |
| Haltepunkt / Haltestelle | 4,800 | Marles 1943 nicht aufgelistet                                            | Marles 1943 nicht aufgelistet                            |
| Haltepunkt / Haltestelle | 5,900 | Limbuš 1943 als Marburg-Lembach                                          | Limbuš 1943 als Marburg-Lembach                          |
| Haltepunkt / Haltestelle | 8,100 | Bistrica ob Dravi 1943 als Feistritz (b Marburg)                         | Bistrica ob Dravi 1943 als Feistritz (b Marburg)         |
| Haltepunkt / Haltestelle | 11,400 | Ruše tovarna                                                             | Ruše tovarna                                             |
| Bahnhof | 12,400 | Ruše 1943 als Rast                                                       | Ruše 1943 als Rast                                       |
| Abzweig geradeaus und von rechts | | Anschlussbahn                                                            | Anschlussbahn                                            |
| Tunnel | | Tunnel Fala (229 m)                                                      | Tunnel Fala (229 m)                                      |
| Bahnhof | 18,300 | Fala 1943 als Fall                                                       | Fala 1943 als Fall                                       |
| Bahnhof | 24,800 | Ruta 1943 als Lorenzen am Bachern                                        | Ruta 1943 als Lorenzen am Bachern                        |
| Haltepunkt / Haltestelle | 27,400 | Ožbalt 1943 als Kappel (Steierm)                                         | Ožbalt 1943 als Kappel (Steierm)                         |
| Bahnhof | 34,500 | Podvelka 1943 als Rottenberg-Fresen                                      | Podvelka 1943 als Rottenberg-Fresen                      |
| Bahnhof | 39,600 | Vuhred elektrarna 1943 als Johannesberg                                  | Vuhred elektrarna 1943 als Johannesberg                  |
| Bahnhof | 43,700 | Vuhred 1943 als Wuchern-Mahrenberg                                       | Vuhred 1943 als Wuchern-Mahrenberg                       |
| Brücke über Wasserlauf | | Viadukt Wucherbach                                                       | Viadukt Wucherbach                                       |
| Bahnhof | 47,700 | Sveti Vid 1943 nicht aufgelistet                                         | Sveti Vid 1943 nicht aufgelistet                         |
| Bahnhof | 51,700 | Vuzenica 1943 als Saldenhofen                                            | Vuzenica 1943 als Saldenhofen                            |
| Bahnhof | 54,100 | Trbonjsko jezero 1943 nicht aufgelistet                                  | Trbonjsko jezero 1943 nicht aufgelistet                  |
| Haltepunkt / Haltestelle | 56,100 | Trbonje 1943 als Trofin                                                  | Trbonje 1943 als Trofin                                  |
| Bahnhof | 59,600 | Sveti Danijel 1943 nicht aufgelistet                                     | Sveti Danijel 1943 nicht aufgelistet                     |
| Brücke über Wasserlauf | | Viadukt Rekabach                                                         | Viadukt Rekabach                                         |
| Bahnhof | 63,200 | Dravograd 1943 als Unterdrauburg                                         | Dravograd 1943 als Unterdrauburg                         |
| Abzweig geradeaus und ehemals nach rechts | | von Zeltweg (Lavanttalbahn)                                              | von Zeltweg (Lavanttalbahn)                              |
| Abzweig geradeaus und ehemals nach links | | nach Celje (Lavanttalbahn)                                               | nach Celje (Lavanttalbahn)                               |
| Bahnhof | 64,900 | Podklanc 1943 nicht aufgelistet                                          | Podklanc 1943 nicht aufgelistet                          |
| Brücke | | Koroška cesta                                                            | Koroška cesta                                            |
| Brücke über Wasserlauf | | Meža (2×)                                                                | Meža (2×)                                                |
| Brücke | | Koroška cesta                                                            | Koroška cesta                                            |
| Bahnhof | 69,200 | Dobrije 1943 nicht aufgelistet                                           | Dobrije 1943 nicht aufgelistet                           |
| Bahnhof | 74,300 | Prevalje 1943 als Prävali                                                | Prevalje 1943 als Prävali                                |
| Tunnel | | Tunnel Dolga Brda (109 m)                                                | Tunnel Dolga Brda (109 m)                                |
| Tunnel | | Tunnel Holmec (338 m)                                                    | Tunnel Holmec (338 m)                                    |
| Haltepunkt / Haltestelle | 82,000 | Holmec 1943 als Homberg (Kärnten)                                        | Holmec 1943 als Homberg (Kärnten)                        |
| Grenze | 82,152 | Staatsgrenze Slowenien/Österreich                                        | Staatsgrenze Slowenien/Österreich                        |
| Abzweig geradeaus und von rechts | | Jauntalbahn (von Zeltweg)                                                | Jauntalbahn (von Zeltweg)                                |
| Bahnhof | 86,334 | Bleiburg                                                                 | 486 m ü. A.                                              |
| Brücke | | Bleiburger Straße                                                        | Bleiburger Straße                                        |
| Haltepunkt / Haltestelle | 89,261 | St. Michael ob Bleiburg 1943 nicht aufgelistet                           | 479 m ü. A.                                              |
| Abzweig geradeaus und nach links | 90,400 | Anschlussbahn Mahle Filtersysteme Austria                                | Anschlussbahn Mahle Filtersysteme Austria                |
| Strecke von rechts und von halblinks | | Koralmbahn von Graz Hbf                                                  | Koralmbahn von Graz Hbf                                  |
| | 90,900 | Neutrassierung 2020                                                      | Neutrassierung 2020                                      |
| Strecke | 92,6 | Mittlern (seit 7. September 2020)                                        | Mittlern (seit 7. September 2020)                        |
| Haltepunkt / Haltestelle | | Mittlern (bis 23. August 2020)                                           | Mittlern (bis 23. August 2020)                           |
| | 96,300 | Provisorischer Abzweig                                                   | Provisorischer Abzweig                                   |
| | | Seeberg Straße                                                           |                                                          |
| Tunnel · Strecke | | Grüntunnel Kühnsdorf (495 m)                                             | Grüntunnel Kühnsdorf (495 m)                             |
| | |                                                                          |                                                          |
| Strecke | 100,027 | Völkermarkt-Kühnsdorf (bis 3. April 2023 PV) Übergang zur Vellachtalbahn | 441 m ü. A.                                              |
| | |                                                                          |                                                          |
| Bahnhof Streckenende | | Kühnsdorf Klopeiner See (seit 10. Dezember 2023)                         | Kühnsdorf Klopeiner See (seit 10. Dezember 2023)         |
| Tunnel · Strecke | | Grüntunnel Peratschitzen (230 m)                                         | Grüntunnel Peratschitzen (230 m)                         |
| | |                                                                          |                                                          |
| Strecke · Tunnel | | Tunnel Srejach (620 m)                                                   | Tunnel Srejach (620 m)                                   |
| Strecke · Tunnel | | Tunnel Untersammelsdorf (664 m)                                          | Tunnel Untersammelsdorf (664 m)                          |
| | | Beginn Neutrassierung                                                    |                                                          |
| Strecke | |                                                                          |                                                          |
| | | Ende Neutrassierung                                                      |                                                          |
| Strecke · Tunnelanfang | | Tunnel Stein (2100 m)                                                    | Tunnel Stein (2100 m)                                    |
| Bahnhof · Strecke | 107,223 | Tainach-Stein (bis 3. April 2023 PV)                                     | 393 m ü. A.                                              |
| | |                                                                          |                                                          |
| | | Neue Draubrücke bei Stein (600 m)                                        |                                                          |
| Tunnel · Strecke | | Tunnel Lind (490 m)                                                      | Tunnel Lind (490 m)                                      |
| | 110,700 | Provisorischer Abzweig                                                   | Provisorischer Abzweig                                   |
| Tunnel | | Grüntunnel Grafenstein (633 m)                                           | Grüntunnel Grafenstein (633 m)                           |
| Bahnhof | 114,657 | Grafenstein                                                              | 418 m ü. A.                                              |
| Brücke über Wasserlauf | | Gurk                                                                     | Gurk                                                     |
| Brücke | | Südring                                                                  | Südring                                                  |
| Haltepunkt / Haltestelle | 124,322 | Klagenfurt Ebenthal                                                      | 441 m ü. A.                                              |
| Dienststation / Betriebs- oder Güterbahnhof | 124,092 | Klagenfurt Fbf                                                           | Klagenfurt Fbf                                           |
| Abzweig geradeaus und von rechts | | Rosentalbahn (von St. Veit a. d. Glan)                                   | Rosentalbahn (von St. Veit a. d. Glan)                   |
| Bahnhof | 125,881 | Klagenfurt Hbf                                                           | 440 m ü. A.                                              |
| Abzweig geradeaus und nach links | | Rosentalbahn (nach Jesenice)                                             | Rosentalbahn (nach Jesenice)                             |
| Haltepunkt / Haltestelle | 128,394 | Klagenfurt Lend                                                          | 447 m ü. A.                                              |
| Brücke | | Villacher Straße                                                         | Villacher Straße                                         |
| Haltepunkt / Haltestelle | 129,693 | Klagenfurt West (seit 14. Dezember 2014)                                 | Klagenfurt West (seit 14. Dezember 2014)                 |
| ehemaliger Haltepunkt / Haltestelle | 130,788 | Klagenfurt See (aufgelassen 21. Mai 1952)                                | Klagenfurt See (aufgelassen 21. Mai 1952)                |
| Bahnhof | 133,257 | Krumpendorf                                                              | 445 m ü. A.                                              |
| Haltepunkt / Haltestelle | 137,630 | Pritschitz                                                               | 448 m ü. A.                                              |
| Bahnhof | 139,727 | Pörtschach am Wörthersee                                                 | 448 m ü. A.                                              |
| Bahnübergang | | Hauptstraße                                                              | Hauptstraße                                              |
| ehemaliger Haltepunkt / Haltestelle | 141,302 | Leonstein (aufgelassen 1. Oktober 1967)                                  | Leonstein (aufgelassen 1. Oktober 1967)                  |
| Haltepunkt / Haltestelle | 142,549 | Töschling                                                                | 445 m ü. A.                                              |
| Brücke | | Saag                                                                     | Saag                                                     |
| Brücke | | Auffahrt Süd Autobahn                                                    | Auffahrt Süd Autobahn                                    |
| Bahnhof | 147,883 | Velden am Wörthersee                                                     | 469 m ü. A.                                              |
| Brücke | | Süd Autobahn Zubringer Velden West                                       | Süd Autobahn Zubringer Velden West                       |
| Haltepunkt / Haltestelle | 151,676 | Lind-Rosegg                                                              | 500 m ü. A.                                              |
| Brücke | | Villacher Straße                                                         | Villacher Straße                                         |
| Abzweig geradeaus und nach rechts | 152,040 | Anschlussbahn (Awanst) Bildstein                                         | Anschlussbahn (Awanst) Bildstein                         |
| Bahnhof | 155,036 | Föderlach                                                                | 505 m ü. A.                                              |
| Brücke über Wasserlauf | | Drauschleife (2×)                                                        | Drauschleife (2×)                                        |
| Brücke | | Süd Autobahn                                                             | Süd Autobahn                                             |
| Brücke über Wasserlauf | | Seebach                                                                  | Seebach                                                  |
| Haltepunkt / Haltestelle | 162,207 | Villach Seebach                                                          | 492 m ü. A.                                              |
| Abzweig geradeaus und von rechts | | Rudolfsbahn (von St. Veit a. d. Glan)                                    | Rudolfsbahn (von St. Veit a. d. Glan)                    |
| Dienststation / Betriebs- oder Güterbahnhof | 163,450 | Villach Hbf-Ostbf Güterverladebahnhof                                    | Villach Hbf-Ostbf Güterverladebahnhof                    |
| Bahnhof | 164,264 | Villach Hbf                                                              | 498 m ü. A.                                              |
| Abzweig geradeaus und nach links | | Rudolfsbahn (nach Tarvisio Boscoverde)                                   | Rudolfsbahn (nach Tarvisio Boscoverde)                   |
| Abzweig geradeaus und von rechts | | Tauernschleife Strecke 415 01 (von Villach Westbf)                       | Tauernschleife Strecke 415 01 (von Villach Westbf)       |
| Blockstelle | 166,483 | Abzw Gummern 2                                                           | Abzw Gummern 2                                           |
| Abzweig geradeaus und von rechts | 171,384 | Anschlussbahn (Awanst) Omya                                              | Anschlussbahn (Awanst) Omya                              |
| ehemaliger Haltepunkt / Haltestelle | 172,799 | Gummern (aufgelassen am 13. Dezember 2014)                               | Gummern (aufgelassen am 13. Dezember 2014)               |
| Haltepunkt / Haltestelle | 174,013 | Puch                                                                     | 505 m ü. A.                                              |
| Haltepunkt / Haltestelle | 177,688 | Weißenstein-Kellerberg                                                   | 506 m ü. A.                                              |
| Abzweig geradeaus und von rechts | 178,744 | Anschlussbahn (Awanst) EVONIK                                            | Anschlussbahn (Awanst) EVONIK                            |
| Haltepunkt / Haltestelle | | Paternion-Feistritz Haltestelle (seit 14. Dezember 2014)                 | Paternion-Feistritz Haltestelle (seit 14. Dezember 2014) |
| Dienststation / Betriebs- oder Güterbahnhof | 183,163 | Paternion-Feistritz                                                      | 513 m ü. A.                                              |
| Haltepunkt / Haltestelle | 185,684 | Markt Paternion                                                          | 525 m ü. A.                                              |
| Haltepunkt / Haltestelle | 187,000 | Ferndorf                                                                 | 527 m ü. A.                                              |
| Abzweig geradeaus und von rechts | 188,062 | Anschlussbahn (Awanst) Knauf Insulation                                  | Anschlussbahn (Awanst) Knauf Insulation                  |
| Bahnhof | 191,710 | Rothenthurn                                                              | 520 m ü. A.                                              |
| Abzweig geradeaus und nach rechts | 192,324 | Anschlussbahn (Awanst) Danicek                                           | Anschlussbahn (Awanst) Danicek                           |
| Brücke über Wasserlauf | | Lieser                                                                   | Lieser                                                   |
| Bahnhof | 200,135 | Spittal-Millstättersee                                                   | 544 m ü. A.                                              |
| Blockstelle | 206,504 | Pusarnitz-Süd (Abzw. Strecke 407 01)                                     | Pusarnitz-Süd (Abzw. Strecke 407 01)                     |
| Abzweig geradeaus und nach rechts | | Tauernbahn (nach Schwarzach-St. Veit)                                    | Tauernbahn (nach Schwarzach-St. Veit)                    |
| Haltepunkt / Haltestelle | 206,652 | Lendorf                                                                  | 548 m ü. A.                                              |
| Brücke über Wasserlauf | | Drautal Straßenbrücke und Bahnbrücke über die Möll                       | Drautal Straßenbrücke und Bahnbrücke über die Möll       |
| Bahnhof | 210,639 | Möllbrücke-Sachsenburg                                                   | 558 m ü. A.                                              |
| Haltepunkt / Haltestelle | 213,057 | Markt Sachsenburg                                                        | 562 m ü. A.                                              |
| Abzweig geradeaus und nach rechts | 213,148 | Anschlussbahn (Awanst) Hasslacher                                        | Anschlussbahn (Awanst) Hasslacher                        |
| Bahnhof | 219,574 | Kleblach-Lind                                                            | 572 m ü. A.                                              |
| Bahnhof | 226,460 | Steinfeld im Drautal                                                     | 582 m ü. A.                                              |
| Bahnhof | 232,075 | Greifenburg-Weißensee                                                    | 590 m ü. A.                                              |
| Haltepunkt / Haltestelle | 237,365 | Berg im Drautal                                                          | 594 m ü. A.                                              |
| Bahnhof | 241,780 | Dellach im Drautal                                                       | 608 m ü. A.                                              |
| Haltepunkt / Haltestelle | 246,640 | Irschen                                                                  | 609 m ü. A.                                              |
| Brücke über Wasserlauf | | Drau                                                                     | Drau                                                     |
| Bahnhof | 249,856 | Oberdrauburg                                                             | 621 m ü. A.                                              |
| Bahnübergang | | Plöckenpass Straße Gailbergstraße                                        | Plöckenpass Straße Gailbergstraße                        |
| Brücke über Wasserlauf | | Drau                                                                     | Drau                                                     |
| Grenze | | Landesgrenze Kärnten/Tirol                                               | Landesgrenze Kärnten/Tirol                               |
| Haltepunkt / Haltestelle | 257,013 | Nikolsdorf                                                               | 637 m ü. A.                                              |
| Bahnhof | 263,235 | Dölsach                                                                  | 653 m ü. A.                                              |
| Abzweig geradeaus und nach rechts | 265,280 | Awanst Verbund                                                           | Awanst Verbund                                           |
| Abzweig geradeaus und nach links | 265,354 | Awanst Rossbacher                                                        | Awanst Rossbacher                                        |
| Abzweig geradeaus und nach rechts | 266,170 | Awanst Liebherr                                                          | Awanst Liebherr                                          |
| Abzweig geradeaus und nach rechts | 266,222 | Awanst Landwirt                                                          | Awanst Landwirt                                          |
| Haltepunkt / Haltestelle | 266,680 | Lienz Peggetz (seit Dezember 2011)                                       | Lienz Peggetz (seit Dezember 2011)                       |
| Abzweig geradeaus und nach rechts | | Awanst Raiffeisen Mischfutterwerk                                        | Awanst Raiffeisen Mischfutterwerk                        |
| Brücke über Wasserlauf | | Isel                                                                     | Isel                                                     |
| Bahnhof | 268,381 | Lienz                                                                    | 674 m ü. A.                                              |
| Brücke | | Drautal Straße Pustertalerstraße (2×)                                    | Drautal Straße Pustertalerstraße (2×)                    |
| Bahnhof | 278,334 | Thal                                                                     | 812 m ü. A.                                              |
| Abzweig geradeaus und von rechts | 280,253 | Awanst Theurl Leimholz                                                   | Awanst Theurl Leimholz                                   |
| Haltepunkt / Haltestelle | 284,497 | Mittewald an der Drau Ladestelle                                         | 882 m ü. A.                                              |
| Brücke | | Drautal Straße Pustertalerstraße                                         | Drautal Straße Pustertalerstraße                         |
| Haltepunkt / Haltestelle | 289,900 | Abfaltersbach (seit 13. Dezember 2020)                                   | 1000 m ü. A.                                             |
| Dienststation / Betriebs- oder Güterbahnhof | 291,504 | Abfaltersbach-West (bis 13. Dezember 2020 PV)                            | 1036 m ü. A.                                             |
| Brücke über Wasserlauf | | Drau                                                                     | Drau                                                     |
| Brücke über Wasserlauf | | Zufluss Tassenbach See                                                   | Zufluss Tassenbach See                                   |
| Haltepunkt / Haltestelle | 295,406 | Tassenbach                                                               | 1070 m ü. A.                                             |
| Abzweig geradeaus und von rechts | 295,656 | Awanst Nordpan                                                           | Awanst Nordpan                                           |
| | |                                                                          |                                                          |
| Haltepunkt / Haltestelle | 297,025 | Heinfels (seit 1. Februar 2020)                                          | 1078 m ü. A.                                             |
| | |                                                                          |                                                          |
| Bahnhof | 298,627 | Sillian                                                                  | 1089 m ü. A.                                             |
| Haltepunkt / Haltestelle | 301,400 | Weitlanbrunn                                                             | 1111 m ü. A.                                             |
| Abzweig geradeaus und nach rechts | 302,246 | Awanst Holzhof Arnbach                                                   | Awanst Holzhof Arnbach                                   |
| Grenze | 302,95272,568 | Staatsgrenze Österreich / Italien                                        | Staatsgrenze Österreich / Italien                        |
| ehemaliger Haltepunkt / Haltestelle | 71,668 | Winnebach/Prato Drava †1989                                              | 1125 m s.l.m.                                            |
| ehemaliger Haltepunkt / Haltestelle | 70,632 | Vierschach †1961                                                         | Vierschach †1961                                         |
| Bahnübergang | | Pustertaler Staatsstraße Via Bolzano                                     | Pustertaler Staatsstraße Via Bolzano                     |
| Brücke über Wasserlauf | | Drau                                                                     | Drau                                                     |
| | |                                                                          |                                                          |
| Haltepunkt / Haltestelle | 69,115 | Vierschach-Helm/Versciaco-Elmo *2014                                     | 1137 m s.l.m.                                            |
| | |                                                                          |                                                          |
| ehemaliger Haltepunkt / Haltestelle | 68,819 | Vierschach †1989                                                         | 1138 m s.l.m.                                            |
| | 64,509 | Innichen/San Candido Bahnstromwechsel                                    | 1176 m s.l.m.                                            |
| Strecke | | Pustertalbahn nach Franzensfeste                                         | Pustertalbahn nach Franzensfeste                         |
| | |                                                                          |                                                          |
| Quellen: | |                                                                          |                                                          |

Die Drautalbahn (heutige Bezeichnung), historisch Kärntner Bahn ist eine Ost-West-Eisenbahnverbindung entlang der Drau. Sie reicht von Maribor (Marburg a. d. Drau, Anschluss an die alte Südbahn) bis Innichen, wo sie in die Pustertalbahn nach Franzensfeste übergeht. Sie nimmt somit im nördlichen Slowenien ihren Anfang, durchquert Kärnten und Osttirol und endet in Südtirol. Der Streckenteil Klagenfurt–Bleiburg wird als Teil der Koralmbahn ausgebaut, die ab Bleiburg der Jauntalbahn folgt. Dieser Streckenteil ist, genauso wie der restliche in Slowenien, eingleisig und nicht elektrifiziert.

## Geschichte
Die heutige Drautalbahn setzt sich aus der Kärntner Bahn (Marburg–Villach), der ursprünglichen Drautalbahn (Villach–Lienz) sowie dem östlichen Teil der ursprünglichen Pustertalbahn (die von Lienz bis Franzensfeste reichte) zusammen. Ihre jetzige Bezeichnung erhielt sie infolge der Teilung der Pustertalstrecke in einen österreichischen und einen italienischen Teil nach 1918.

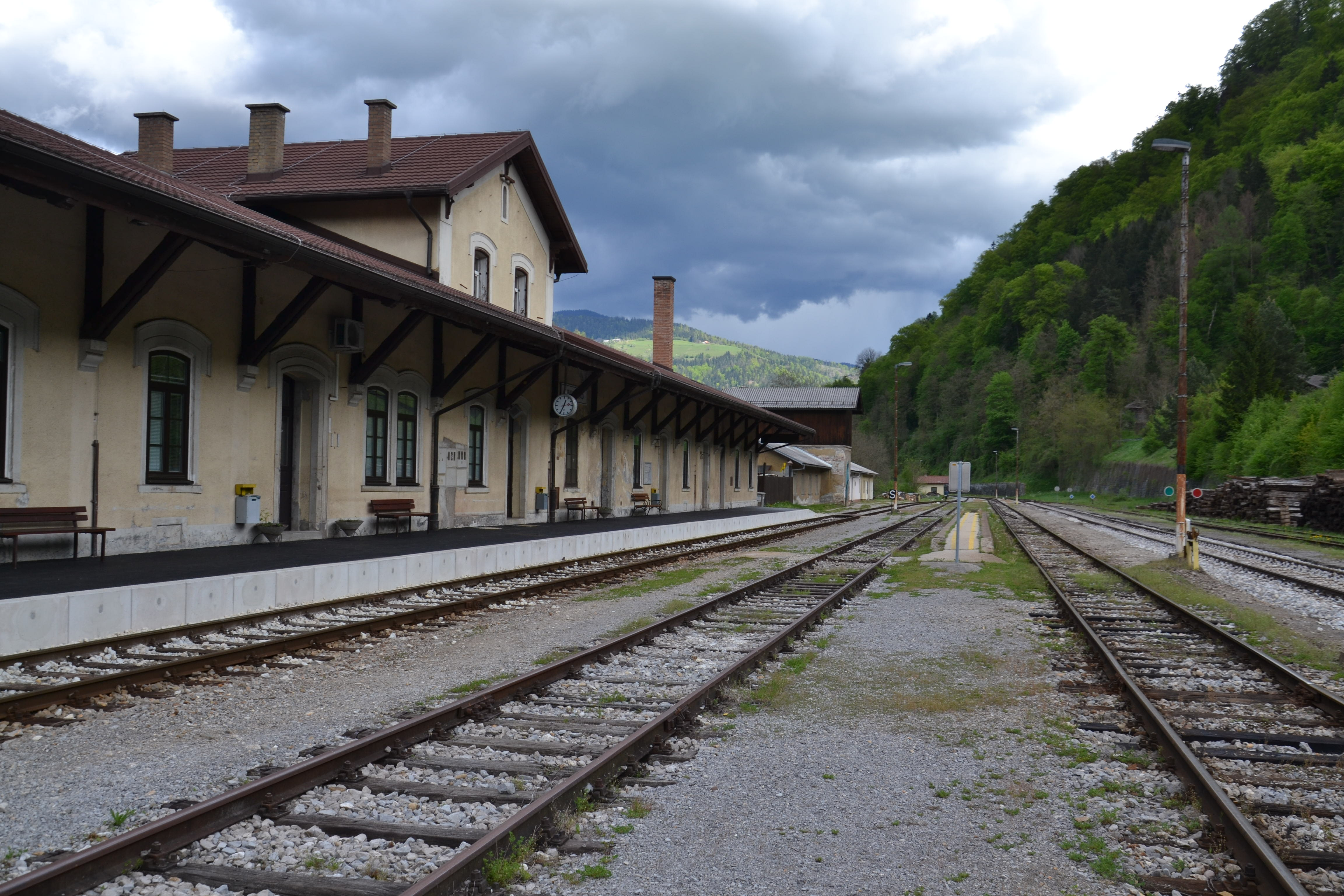
Bahnstation Dravograd

### Kärntner Bahn
Die Kärntner Bahn wurde als Flügelstrecke von der k.k. priv. Südbahngesellschaft errichtet und reichte von Marburg bis Villach.
Die ursprüngliche Konzession (1856: Marburg–Villach–Brixen mit Zweig Villach–Görz) hatte eine AG inne, welche das Baukapital für dieses große Projekt jedoch nicht aufbringen konnte. Es blieb beim „Klagenfurter Spatenstich“ 1857.
Diese Konzession ging sodann an die Creditanstalt, welche sie zum Teil (Marburg–Villach) an die k.k. priv. Südbahngesellschaft weitergab. Die restlichen Projekte ließ man vorerst fallen. Der Streckenabschnitt von Marburg bis Klagenfurt wurde am 31. Mai 1863 eröffnet. Am 30. Mai 1864 wurde die Strecke dann bis Villach dem Betrieb übergeben.
In den 1960er Jahren wurde die Strecke zwischen Klagenfurt und Villach elektrifiziert und zweigleisig ausgebaut.

#### Besonderheiten
Drei um 1865 entstandene Aufnahmsgebäude von Bahnhöfen entlang des Wörthersees wurden aus Töschlinger Marmor erbaut. Es handelt sich um Krumpendorf, Pörtschach und Velden. Das Aufnahmsgebäude von Pörtschach steht unter Denkmalschutz (Listeneintrag).

### Alte Drautalbahn; Pustertalbahn
An eine Fortsetzung war vorerst nicht gedacht. Erst aufgrund politischer und strategischer Überlegungen entschloss man sich später, auch eine Verbindung von Villach über Lienz nach Franzensfeste zu errichten, um eine Verbindung der Südbahn mit der Brennerbahn herzustellen. Dies erfolgte mit der Anlage der alten Drautalbahn und der Pustertalbahn, die beide am 20. November 1871 eröffnet wurden. Das Projekt Villach–Franzensfeste wurde mit finanzieller Stützung des Staates hergestellt.

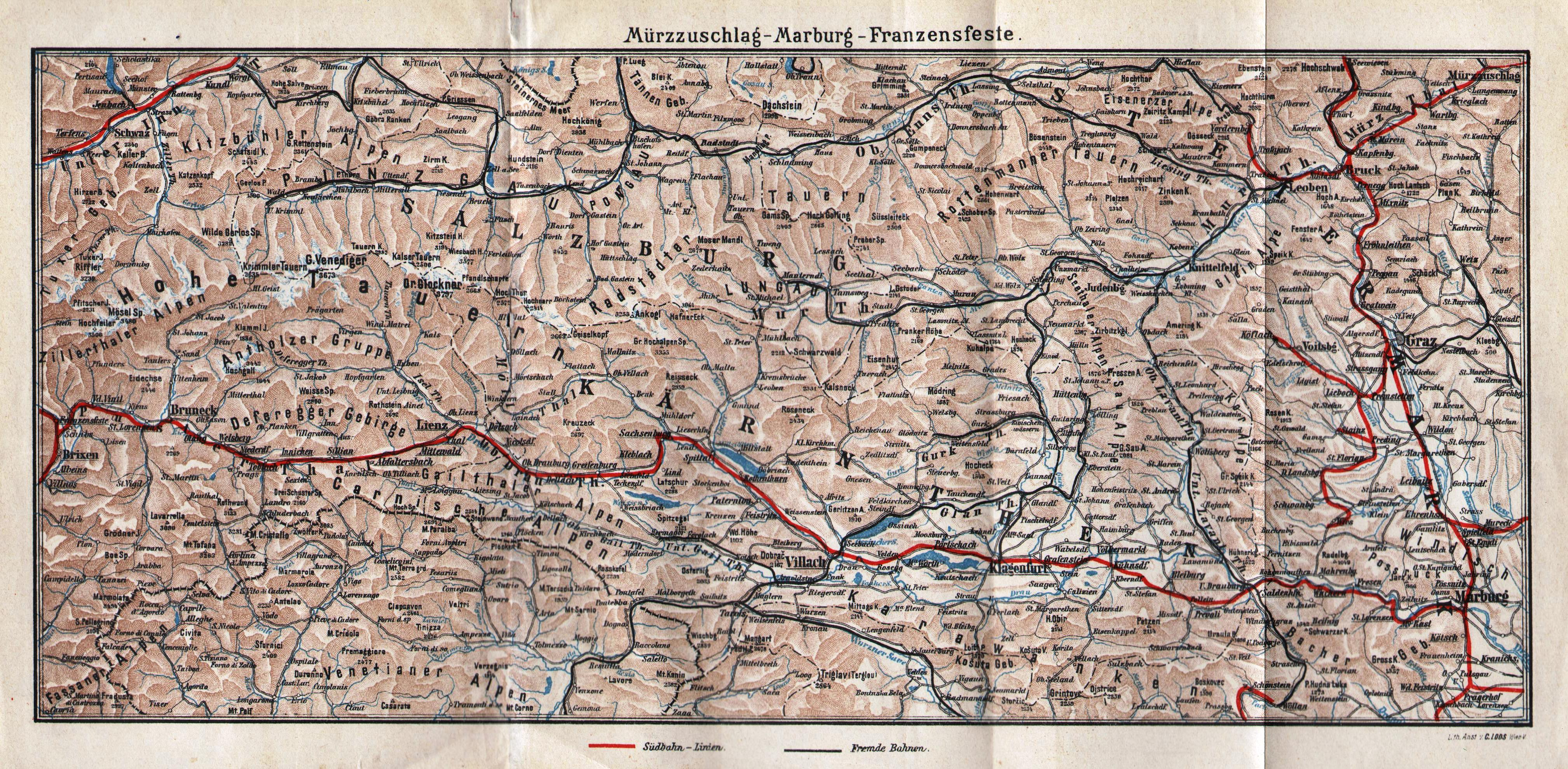
Drautalbahn zwischen Marburg (rechts unten) und Franzensfeste, 1899

### Neuorientierung nach 1918
Nach dem Zerfall der Habsburgermonarchie lag die Strecke plötzlich in drei unterschiedlichen Staaten und verlor somit ihre historische Einheit. Mit der Teilung der Pustertalbahn wurde deren österreichische Strecke mit der alten Drautalbahn und der Kärntner Bahn zur aktuellen Drautalbahn zusammengefasst, während die italienische Pustertalstrecke ihren Namen behielt. Der österreichische Abschnitt ist immer noch von Marburg aus kilometriert. Zwischen der Abzweigung der Rosentalbahn in Klagenfurt und der Abzweigung der Rudolfsbahn Richtung Tarvis in Villach wurde sie Teil der neuen Südbahnführung.
Da die Abzweigung der Lavanttalbahn im nun slowenischen Unterdrauburg lag, war für Züge zwischen dem Lavanttal und Klagenfurt ein Korridorverkehr notwendig, bis in den 1960er Jahren die neu erbaute Jauntalbahn die entstandene inländische Lücke schloss.

## Streckenverlauf

### Maribor–Klagenfurt
Die Drautalbahn zweigt südlich der Drau im Stadtteil Marburg-Tabor von der Südbahn Richtung Westen ab, wo sie im zunächst weiten Tai geradlinig Richtung Ruše verläuft. Ab Ruše schmiegt sich die Linie aufgrund der Talverengung in hochwassersicherer Südhanglage eng an den Fluss und seine Schleifen, die aus Kostengründen nicht mit Kunstbauten abgekürzt, sondern ausgefahren wurden. Bei Vuhred weitet sich das Tal am linksseitig der Drau wieder, die Trasse der Eisenbahn verbleibt jedoch streng rechtsseitig nah am Gewässer. In Dravograd wechselt die Linie ins südliche Seitental der Mieß und überschreitet kurz hinter Prevalje den hügeligen Höhenrücken zur Bleiburger Ebene. Vom Bahnhof Bleiburg aus geht es geradlinig westwärts durch die Landschaft des Jauntals bzw. genauer der Dobrowa.
Beim Bahnhof Tainach-Stein ist man bereits wieder an die Drau von Süden herangerückt und übersetzt diese an der Mündung der Gurk. Geradlinig wird nun der flache Ostteil des Klagenfurter Beckens durcheilt und Klagenfurt Hauptbahnhof erreicht.

### Klagenfurt–Villach–Innichen
Die Drautalbahn verlässt das Stadtgebiet von Klagenfurt westwärts, um am Nordrand und teils am Nordufer des Wörthersees bis Velden zu gelangen, von wo aus über flache Seitengräben der Rücken zum Drautal (über Lind ob Velden) überschritten und ab Föderlach diesem Tal am Nordrand bis Villach Hauptbahnhof gefolgt wird. Als Besonderheit kann die Überbrückung beider Arme unmittelbar hintereinander einer – wasserbaulich bereits abgekürzten – engen Drauschleife bei Wernberg gelten.
Von Villach Hauptbahnhof geht es flussaufwärts auf der nördlichen Talseite weiter, wobei die Trasse nach Bewältigung einer Talenge oberhalb von Villach ab etwa Gummern geradlinig durch den weiten Talboden Richtung Spittal an der Drau strebt.
Nördlich der Drau geht es dann weiter bis etwa Lendorf, wo die gemeinsame Führung mit der Tauernbahn endet. Letztere steigt geradlinig flach nach rechts ins Mölltal hinauf. Unsere Linie biegt mit der Drau bei Möllbrücke zunächst gen Süden, ab etwa Steinfeld wieder gen Westen sich wendend. Neuerlich ist die Linienführung im weiten Talboden geradlinig ohne nennenswerte Kunstbauten vergleichsweise günstig möglich gewesen. In Lienz knickt das nun Pustertal genannte Drautal wieder stärker nach Südwesten ab und die Drautalbahn folgt ihm zunehmend, um im abermals engeren und gefällereicheren Tal gleichmäßig teils hohe Steigungen einhalten zu können, in Hanglage an der nördlichen Talflanke.  Kurz vor Sillian wechseln wir über die Drau auf die rechte Talseite und damit an den Fuß der südlichen Bergflanke. Bei Winnebach wird die Staatsgrenze zu Italien passiert, ehe der Grenzbahnhof Innichen im flachen Hochtal erreicht wird.

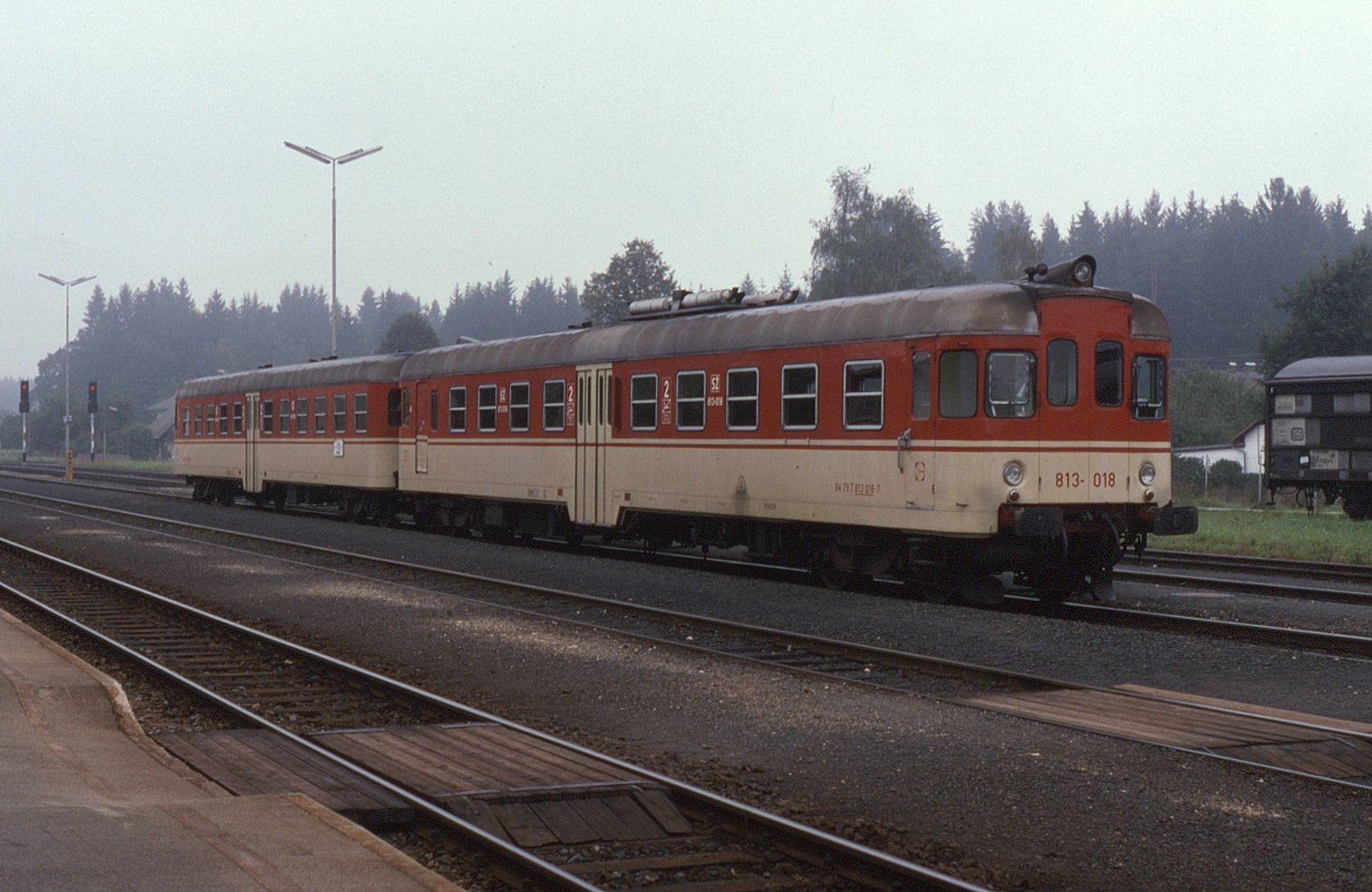
Triebwagen 813.018 in Bleiburg

## Aktueller Verkehr und Fahrzeugeinsatz
Im slowenischen Abschnitt verkehren die Züge der Slovenske železnice von Montag bis Freitag. Zwischen Maribor und Ruše wird ein vergleichsweise dichter Verkehr angeboten. Bis nach Bleiburg verkehren drei Zugpaare. Einzelne Züge verkehren nur bis Prevalje. An Wochenenden verkehren nur sehr wenige Regionalzüge in den Sommermonaten. Zum Einsatz kamen in der Vergangenheit überwiegend Triebwagen der Baureihe 813/814, welche zwischen 1973 und 1976 von Fiat Ferroviaria und TVT Maribor gebaut wurden. Aktuell verkehren nun auch die neuen Stadler-Triebwagen der Reihe 610 auf der Strecke. 

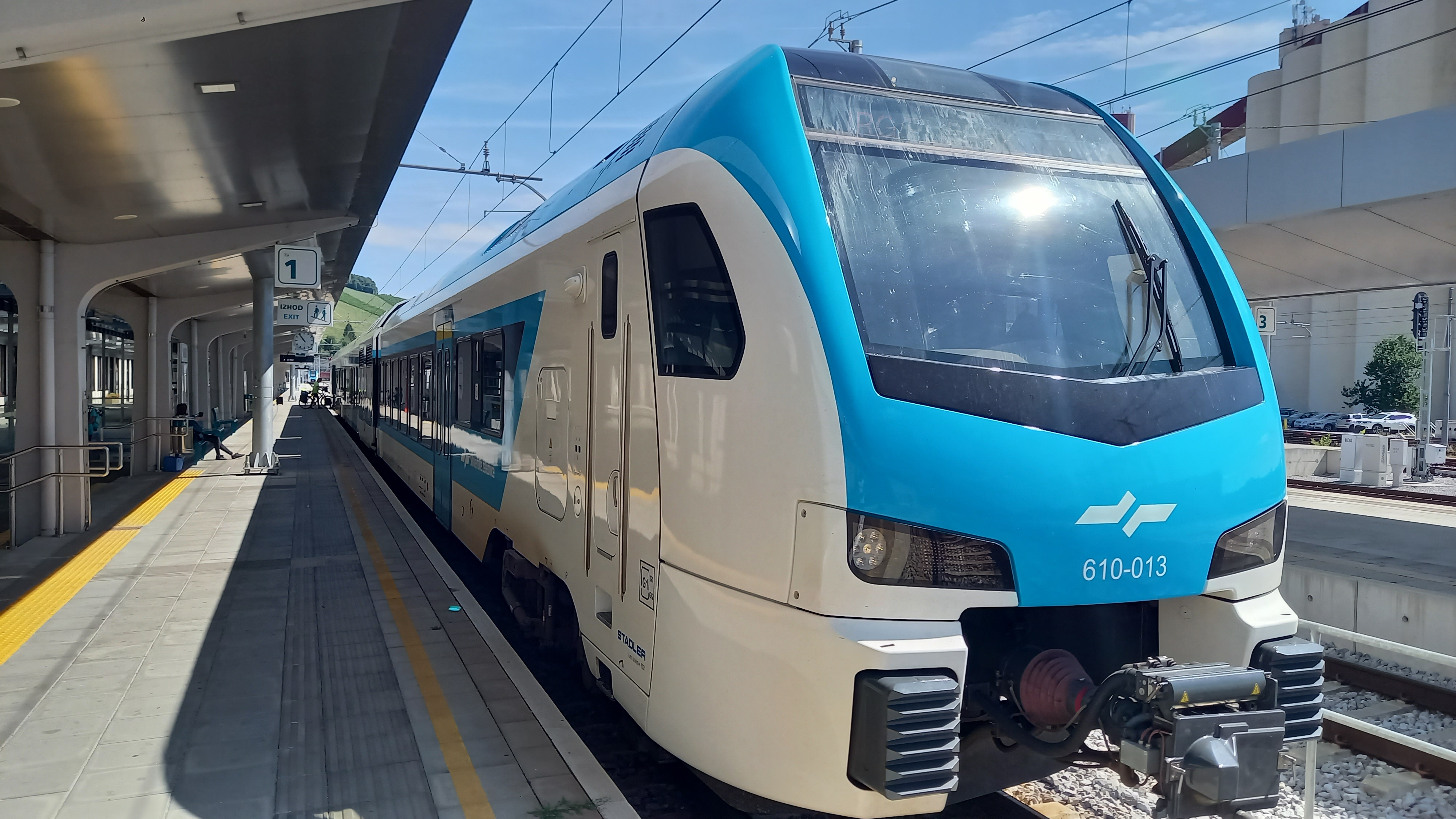
Dieselelektrischer Flirt 610-013 in Maribor

Ab Bleiburg nutzen vor allem aus Wolfsberg kommende Züge die Strecke zur Weiterfahrt nach Klagenfurt Hauptbahnhof. Zum Einsatz kommen Wendezüge mit Lokomotiven der Reihe 2016 oder Dieseltriebwagen der Reihe 5022. Im Rahmen der Bauarbeiten für die Koralmbahn wurde die Strecke bis Wolfsberg sowie die Bleiburger Schleife elektrifiziert. Dadurch kommen nun Elektrotriebwagen der ÖBB, wie die Reihe 4746, zum Einsatz und bieten Anschluss als S3 vom Bahnhof Bleiburg nach Wolfsberg und Klagenfurt.

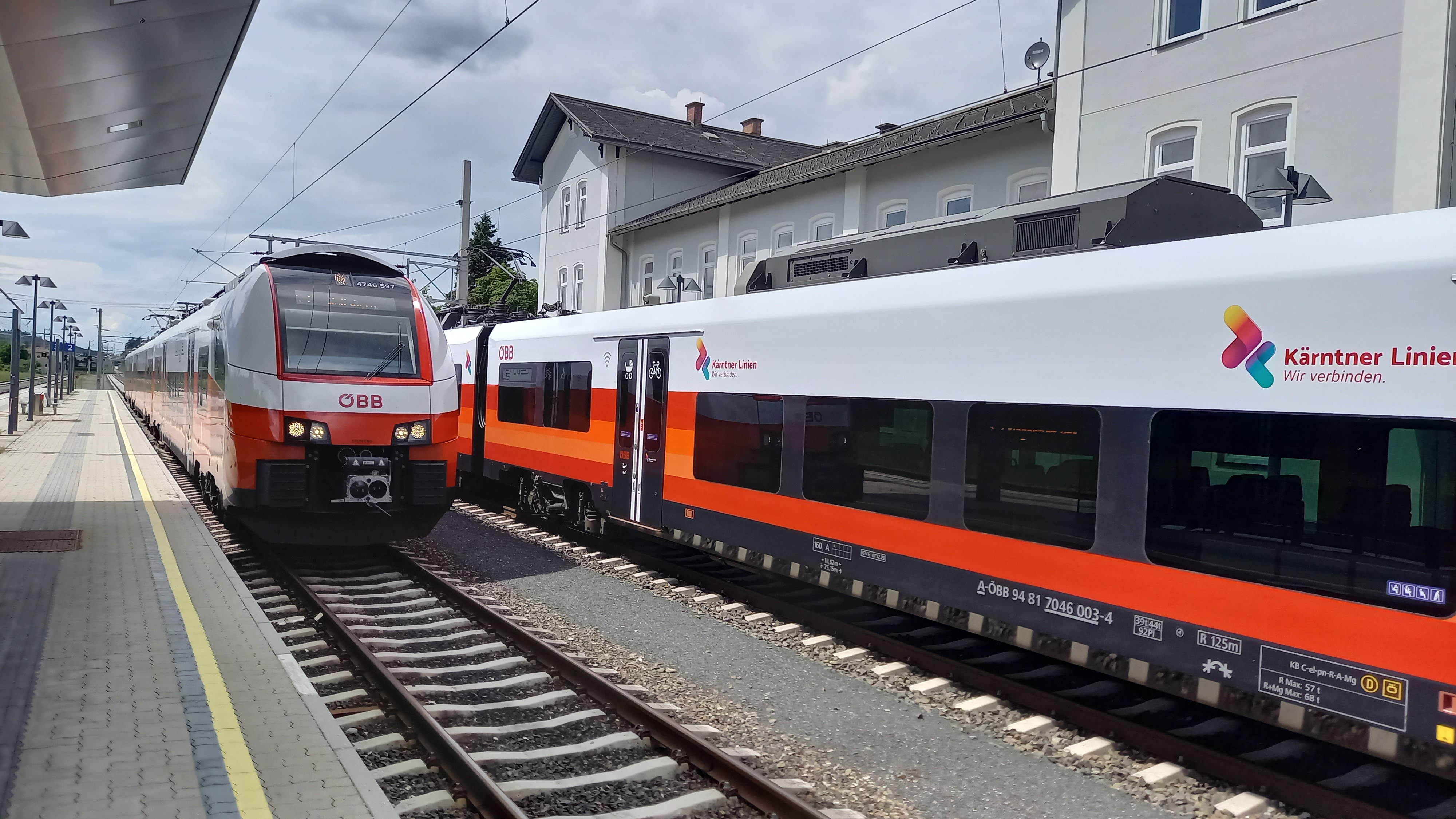
ÖBB-Triebwagen 4746 in Bleiburg

Im Abschnitt Klagenfurt–Spittal-Millstättersee verkehren auch ÖBB-Fernverkehrszüge der Relationen Wien–Villach, Wien–Lienz und Klagenfurt–Salzburg. Diese RJ, EC, IC oder EN werden von Lokomotiven der Reihen 1144, 1116 und 1216 gezogen oder geschoben. Weiters kommen im Abschnitt mit elektrisch betriebener Traktion auch Triebwagen der Reihe 4024 zum Einsatz als REX, R oder S-Bahn.
Bis zum Fahrplanwechsel 2013/14 gab es täglich zwei ÖBB-Direktverbindungen von Lienz nach Innsbruck, die als Korridorzüge über die Pustertal- und über die Brennerbahn geführt und mit Lokomotiven der Reihe 1216 bespannt wurden.
Seit dem Fahrplanwechsel 2014/15 verkehren täglich vierzehn FLIRT-Züge der SAD Nahverkehr im Stundentakt von Lienz nach Franzensfeste, mit Umsteigemöglichkeit(en) zur Weiterfahrt nach Innsbruck oder Bozen. Die sechsteiligen ETR170 sind für den Betrieb unter 3 kV Gleich- (IT) und 15 kV/16,7 Hz Wechselspannung (AT) ausgerüstet.